# Beatrix Loughran
Beatrix Suzetta Loughran (Mount Vernon, 30 giugno 1900 – Long Beach, 7 dicembre 1975) è stata una pattinatrice artistica su ghiaccio statunitense.

## Palmarès

### Individuale
| Evento                       | 1922 | 1923 | 1924 | 1925 | 1926 | 1927 | 1928 |
| ---------------------------- | ---- | ---- | ---- | ---- | ---- | ---- | ---- |
| Giochi olimpici invernali    |      |      | 2°   |      |      |      | 3°   |
| Campionati mondiali          |      |      | 3°   |      |      |      |      |
| North American Championships |      |      |      | 1°   |      | 1°   |      |
| Campionati statunitensi      | 2°   | 2°   |      | 1°   | 1°   | 1°   |      |

### Coppia
(con Sherwin Badger)
| Evento                       | 1928 | 1929 | 1930 | 1931 | 1932 |
| ---------------------------- | ---- | ---- | ---- | ---- | ---- |
| Giochi olimpici invernali    | 4°   |      |      |      | 2°   |
| Campionati mondiali          | 5°   |      | 3°   |      | 3°   |
| North American Championships |      |      |      | 3°   |      |
| Campionati statunitensi      |      |      | 1°   | 1°   | 1°   |